# Frankenhain (Thüringen)
Frankenhain is een plaats en voormalige gemeente in de Duitse deelstaat Thüringen, en maakt deel uit van de Ilm-Kreis.

## Geschiedenis
De gemeente maakte deel uit van de Verwaltungsgemeinschaft Oberes Geratal todat deze op 1 januari 2019 werd opgeheven. Frankenhain werd opgenomen in de op die dag gevormde gemeente Geratal.
Arlesberg · Dörrberg · Frankenhain · Geraberg · Geschwenda · Gossel · Gräfenroda · Liebenstein